# 1976 Kaverin
1976 Kaverin (1970 GC) là một tiểu hành tinh vành đai chính được phát hiện ngày 1 tháng 4 năm 1970 bởi L. Chernykh ở Nauchnyj.